# Софіївка (Сімферопольський район)
Софі́ївка (крим. Sofiyivka) — село Сімферопольського район Автономної Республіки Крим, входить до складу Гвардійської селищної ради.

## Сучасність
У Софіївці 8 вулиць, площа села 301,6 гектара. У селі в 1098 дворах налічувалось 3404 жителі. У селі діють Церква Олександра Невського і мечеть, працює магазин Кримспоживспілки.